# Age of Empires IV
Age of Empires IV – strategiczna gra czasu rzeczywistego opracowana przez Relic Entertainment we współpracy z World’s Edge i opublikowana przez Xbox Game Studios. Jest to czwarta odsłona serii Age of Empires. Gra została wydana 28 października 2021 roku na system Windows.

## Rozgrywka
W Age of Empires IV gracz steruje jedną z cywilizacji. Akcja gry rozgrywa się na zamkniętych mapach obserwowanych z lotu ptaka. W trakcie gry gracz rozwija swoją osadę zbierając surowce, budując nowe budynki i szkoląc jednostki wojenne. Istnieje możliwość budowania murów obronnych w celu ochrony własnych obszarów. Każda z cywilizacji ma unikalną jednostkę, budynek albo umiejętność. Gracz wygrywa w momencie, gdy spełni jeden z warunków: zniszczenie osady przeciwnika, budowa specjalnego budynku tzw. cudu albo zebranie relikwii, aby odnieść zwycięstwo „religijne”. W trybie gry swobodnej gracz wybiera rodzaj mapy, liczbę graczy i poziom trudności. Oprócz tego istnieje również kampania fabularna i tryb dla wielu graczy, w którym jednocześnie może grać do ośmiu osób.

## Produkcja
21 sierpnia 2017 roku Microsoft ogłosił rozpoczęcie prac nad Age of Empires IV i poinformował, że producentem będzie Relic Entertainment (Warhammer 40,000: Dawn of War). Wiceprezes wykonawczy Microsoft ds. gier, Phil Spencer, potwierdził 11 czerwca 2019 roku, że gra wciąż jest w fazie produkcji, a więcej informacji pojawi się przed końcem roku. 14 listopada podczas targów X019 pokazano pierwszy zwiastun rozgrywki z Age of Empires IV, który pokazywał wojny między siłami angielskimi i mongolskimi. 10 kwietnia 2021 roku ukazał się kolejny materiał prezentujący rozgrywkę, a także zapowiedziano premierę gry na jesień tego roku. Gra została wydana 28 października 2021 roku, 16 lat po premierze Age of Empires III.

## Odbiór
Gra została pozytywnie przyjęta przez media branżowe. Chwalono m.in. linię fabularną i projekt misji. Dobrze oceniono też cywilizacje, ich jednostki, budynki i różnice między nimi. Negatywnie oceniono sztuczną inteligencję jednostek widoczną podczas walk.